# Lorenzo Carrabs
Lorenzo Carrabs Finno (Las Piedras, Canelones, 15 de octubre de 1954) es un exfutbolista y entrenador uruguayo. Jugaba en la posición de guardameta.

## Trayectoria

### Como futbolista
En 1969 se inició en las divisiones formativas de Danubio. Al año siguiente, con 15 años de edad, debutó en la segunda división, en un partido contra Progreso en el Parque Paladino, y participó del ascenso de Danubio a primera división. Integró el equipo que en enero de 1977 logró la primera clasificación de Danubio a la Copa Libertadores de América. Jugó en Danubio hasta 1977.
Integró la selección sub-20 uruguaya que en 1974 disputó en Chile el campeonato Sudamericano Sub-20 y obtuvo el vicecampeonato. Fue convocado a varios partidos de la selección mayor y disputó la Copa del Atlántico 1976.
En 1978 se trasladó a Colombia para jugar hasta 1979 en el Junior de Barranquilla y entre 1980 y 1986 en el Atlético Nacional de Medellín, equipo con el que ganó el campeonato colombiano 1981, con la dirección de Osvaldo Zubeldía. Volvió en 1987 a Junior y se quedó hasta 1989. Durante su estadía en el país cafetero disputaría más de 600 partidos oficiales.
En 1990 jugó nuevamente en Danubio y en 1991 tuvo un pasaje por Nacional de Montevideo. A partir de 1992 jugó en Deportivo Maldonado, equipo con el que fue campeón de la Liga Capital de Futbol de Maldonado en ese mismo año y en 1995 jugó la Segunda División Profesional de Uruguay hasta su retiro como futbolista en 1996.

### Como entrenador
De 1996 a 1997 fue entrenador de arqueros en Nacional y de 1998 a 1999 en Miramar Misiones donde también fue ayudante técnico. Durante esos dos últimos años también fue entrenador de arqueros de la selección sub-17 uruguaya y de la sub-20 con miras a los siguientes torneos: Campeonato Sudamericano Sub-17 de 1999, Copa Mundial de Fútbol Juvenil de 1999 y Copa Mundial de Fútbol Sub-17 de 1999. Entrenó a los arqueros de la selección absoluta que se preparaba para la Copa América 1999. Supervisó a las selecciones nacionales en otros torneos posteriores. En 2000 y 2001 realizó la misma tarea, además de ser ayudante técnico, en el Club Atlético Bella Vista que participaba de la Copa Libertadores 2000. En esa misma época se recibió de técnico deportivo en la Asociación Uruguaya de Fútbol.
En 2002 entrenó arqueros y asistió a Sergio «Checho» Batista en Argentinos Juniors. Lo mismo hizo en Danubio en 2003 y en el Centro Atlético Fénix en 2004. 
Continuó con su trabajo como entrenador de arqueros y asistente técnico en El Nacional de Quito (2005-06) que ganó el campeonato ecuatoriano 2006, en la selección ecuatoriana absoluta (solo entrenando arqueros) durante la clasificatoria al mundial 2006, en el propio mundial en Alemania y en la clasificatoria al mundial de Sudáfrica 2010. En 2007 ejerció sus dos cargos habituales con la selección mayor colombiana de cara a la Copa América 2007. 
Entre enero y junio de 2008, se desempeñó de nuevo en Fénix y de julio a diciembre en el Deportivo Pereira de Colombia. En el primer semestre de 2009 se desempeñó en el Atlético Nacional y en el segundo dirigió a Fénix hasta octubre de 2013.
A partir del Torneo Apertura 2015 se convirtió en el ayudante de campo de Castelli en Danubio Fútbol Club.
Dirige en Montevideo un centro de formación y perfeccionamiento de arqueros que lleva su nombre.

## Clubes

### Como jugador
| Club                          | Div. | Temporada         | Liga  | Liga  | Copa Libertadores | Copa Libertadores | Total | Total |
| Club                          | Div. | Temporada         | Part. | Goles | Part.             | Goles             | Part. | Goles |
| ----------------------------- | ---- | ----------------- | ----- | ----- | ----------------- | ----------------- | ----- | ----- |
| Danubio · Uruguay             | 1.ª  | 1970-77 y 1990    |       |       | -                 | -                 |       |       |
| Junior · Colombia             | 1.ª  | 1978-79 y 1987-89 | 256   | 0     | 6                 | 0                 | 262   | 0     |
| Atlético Nacional · Colombia  | 1.ª  | 1980-86           | 345   | 0     | 6                 | 0                 | 351   | 0     |
| Nacional · Uruguay            | 1.ª  | 1991              | 17    | 0     | 4                 | 0                 | 21    | 0     |
| Deportivo Maldonado · Uruguay | 1.ª  | 1992-96           |       |       | -                 | -                 |       |       |
| Total carrera                 |      |                   |       |       |                   |                   |       |       |

### Como preparador de porteros
| Club                        | País      | Año           |
| --------------------------- | --------- | ------------- |
| Nacional                    | Uruguay   | 1996 - 1997   |
| Miramar Misiones            | Uruguay   | 1998 - 1999   |
| Selección sub-20 de Uruguay | Uruguay   | 1998 - 1999   |
| Bella Vista                 | Uruguay   | 2000 - 2001   |
| Argentinos Juniors          | Argentina | 2002          |
| Danubio                     | Uruguay   | 2003          |
| Fénix                       | Uruguay   | 2004          |
| El Nacional                 | Ecuador   | 2005 - 2006   |
| Selección absoluta          | Ecuador   | 2005 - 2006   |
| Selección absoluta          | Colombia  | 2007          |
| Fénix                       | Uruguay   | 2008          |
| Deportivo Pereira           | Colombia  | 2008          |
| Atlético Nacional           | Colombia  | 2009          |
| Fénix                       | Uruguay   | 2009 - 2013   |
| Olmedo                      | Ecuador   | 2014          |
| Danubio                     | Uruguay   | 2015          |
| River Plate                 | Uruguay   | 2016          |
| Cerro Porteño               | Paraguay  | 2017-2019     |
| Danubio                     | Uruguay   | 2020-presente |